# Liste der Kulturdenkmäler in Weibern (Eifel)
In der Liste der Kulturdenkmäler in Weibern sind alle Kulturdenkmäler der rheinland-pfälzischen Ortsgemeinde Weibern einschließlich des Ortsteils Wabern aufgeführt. Grundlage ist die Denkmalliste des Landes Rheinland-Pfalz (Stand: 12. Juni 2023).

## Einzeldenkmäler
| Bezeichnung                                                  | Lage                                     | Baujahr                  | Beschreibung                                                                                                   | Bild                                    |
| ------------------------------------------------------------ | ---------------------------------------- | ------------------------ | --- | --------------------------------------- |
| Mariensäule                                                  | Allenstraße, Ecke Bahnhofstraße Lage     | 1885                     | Mariensäule, neugotisch, bezeichnet 1885                                                                       | Fotos hochladen                         |
| Hofanlage                                                    | Bahnhofstraße 10 Lage                    | 1847                     | Tuffsteinbau, bezeichnet 1847, eventuell älter; hakenförmiger Hof, Scheune                                     | BW                                      |
| Brunnen                                                      | Bahnhofstraße, bei Nr. 29 Lage           | 1863                     | Brunnen mit zwei Becken, bezeichnet 1863                                                                       | Fotos hochladen                         |
| Villa                                                        | Bahnhofstraße 38 Lage                    | um 1900                  | späthistoristische Villa, um 1900                                                                              | BW                                      |
| Wegekreuz                                                    | Eichertstraße Lage                       | 1680                     | Wegekreuz, bezeichnet 1680                                                                                     | Fotos hochladen                         |
| Wegekreuz                                                    | Hommersbergstraße, bei Nr. 3 Lage        |                          | Wegekreuz, Nischentyp                                                                                          | BW                                      |
| Wegekreuz                                                    | Hommersbergstraße, gegenüber Nr. 58 Lage | 1701                     | Wegekreuz, Nischentyp, bezeichnet 1701                                                                         | Fotos hochladen                         |
| Katholische Pfarrkirche St. Barbara, Cornelius und Zyprianus | Kirchstraße 2, Allenstraße 8 Lage        | 1888/90                  | neugotischer Tuffquader-Saalbau, polygonaler Treppenturm, 1888/90, Architekt Caspar Clemens Pickel, Düsseldorf | weitere Bilder Fotos hochladen          |
| Schulhaus                                                    | Schulstraße 3/5 Lage                     | 1904                     | Tuffquaderbau, bezeichnet 1904                                                                                 | Fotos hochladen                         |
| Wegekapelle                                                  | Zur Geisley Lage                         | 1833                     | Walmdachbau, bezeichnet 1833                                                                                   | Fotos hochladen                         |
| Wegekreuz                                                    | Gemarkung                                | 17. oder 18. Jahrhundert | Wegekreuz, wohl aus dem 17. oder 18. Jahrhundert                                                               | Direkt Bild zu diesem Denkmal hochladen |
| Wegekreuz                                                    | nördlich von Weibern Lage                | 17. oder 18. Jahrhundert | Wegekreuz, Nischentyp, 17. oder 18. Jahrhundert                                                                | Fotos hochladen                         |
| Kapelle St. Petrus, Paulus und Matthias                      | Wabern, Dorfstraße, Ecke Heideweg Lage   | 1788                     | Saalbau, angeblich bezeichnet 1788; in der Außenwand: Wegekreuz bezeichnet 1762, Konsole bezeichnet 1780       | weitere Bilder Fotos hochladen          |